# Blasco Giurato
Blasco Giurato (ur. 7 czerwca 1941 w Rzymie, zm. 26 grudnia 2022 tamże) – włoski operator filmowy.

## Życiorys
Zasłynął jako autor zdjęć do wczesnych filmów Giuseppe Tornatore: Kamorysta (1986), Wszyscy mają się dobrze (1990), Czysta formalność (1994), a zwłaszcza Cinema Paradiso (1988). Ten ostatni film przyniósł mu nominację za najlepsze zdjęcia do nagrody BAFTA.
Giurato był również operatorem Roku broni (1991) Johna Frankenheimera oraz telewizyjnej wersji Doktora Żywago (2002) w reżyserii Giacomo Campiottiego.